# クイーン・シャーロット (戦列艦・1810年)
| クイーン・シャーロット                       | クイーン・シャーロット |
| クイーン・シャーロット船上の作戦会議、1818年 | クイーン・シャーロット船上の作戦会議、1818年 |
| 艦歴                                         | 艦歴 |
| -------------------------------------------- | --- |
| 発注                                         | 1801年7月9日 |
| 建造                                         | デットフォード工廠 |
| 起工                                         | 1805年10月 |
| 進水                                         | 1810年7月17日 |
| 就役                                         | 1813年1月 |
| その後                                       | 1892年1月12日売却 |
| 性能諸元                                     | |
| クラス                                       | 104門1等戦列艦 |
| トン数                                       | 2289bm |
| 全長                                         | 砲列甲板：190ft 1/2in(57.9m) |
| 全幅                                         | 52ft 5.75in(16m) |
| 深さ                                         | 船倉：22ft 4in(6.8m) |
| 推進                                         | 帆走（3本マストシップ） |
| 兵装                                         | 104門： 上砲列：12ポンド（5kg）砲30門 中砲列：24ポンド（11kg）砲30門 下砲列：32ポンド（15kg）砲30門 後甲板：12ポンド（5kg）砲2門＋32ポンド(15kg)カロネード砲12門 船首楼：12ポンド（5kg）砲2門＋32ポンド(15kg)カロネード砲2門 船尾楼甲板：18ポンド(8kg)カロネード砲6門 |

クイーン・シャーロット(HMS Queen Charlott)はイギリス海軍の104門1等戦列艦。1810年7月17日にデットフォード工廠で進水した。この船はエドワード・ハントによって設計されたロイヤル・ジョージの同形艦クイーン・シャーロットが1800年3月17日に失火で失われたため、代替艦として建造された。

## 艦歴とエピソード
クイーン・シャーロットはシエラレオネに派遣され、そこで取り締まりの一環として、奴隷貿易に関わっていたフランス船ラ・ルイス(Le Lois)を拿捕した。ラ・ルイスに対し副海事裁判所は船と積み荷の押収を言い渡した。しかし、この件が高等海事裁判所に上訴されると判決は覆がえった。判事のウィリアム・スコットは判決で「公海もしくはどこの国にも属していない海域上で、捜査や臨検を行う権利はどのような国にも無く、唯一敵対国に対するもののみが認められる。」としてラ・ルイスが停止させられ、イギリス海軍兵が乗り込んだことは違法であるとした。彼は判決が奴隷貿易抑制に深刻な障害となることを受容したが、この問題は海軍士官が彼らに許された行動を超越して解決すべきものではなく、国際条約を通じて改善されるべきものであると主張した。
1816年のアルジェ砲撃に際して、クイーン・シャーロットはエドワード・ペリュー提督の旗艦を務めた。
1817年9月17日にクイーン・シャーロットのテンダーボートリネット(Linnet)がタバコの密輸船を捕らえ、クイーン・シャーロットの士官と乗組員は拿捕賞金を獲得した。艦長が得た1等の分配金は101ポンド18シリング8ペニーで、一般水兵に配られた6等の分配金は8シリング2¼ペニーだった。

## その後
1859年クイーン・シャーロットは訓練船に改装され、エクセレント(HMS Excellent)と改名された。1892年に除籍となり、売却された
。